# Пісаніца (Хорватія)

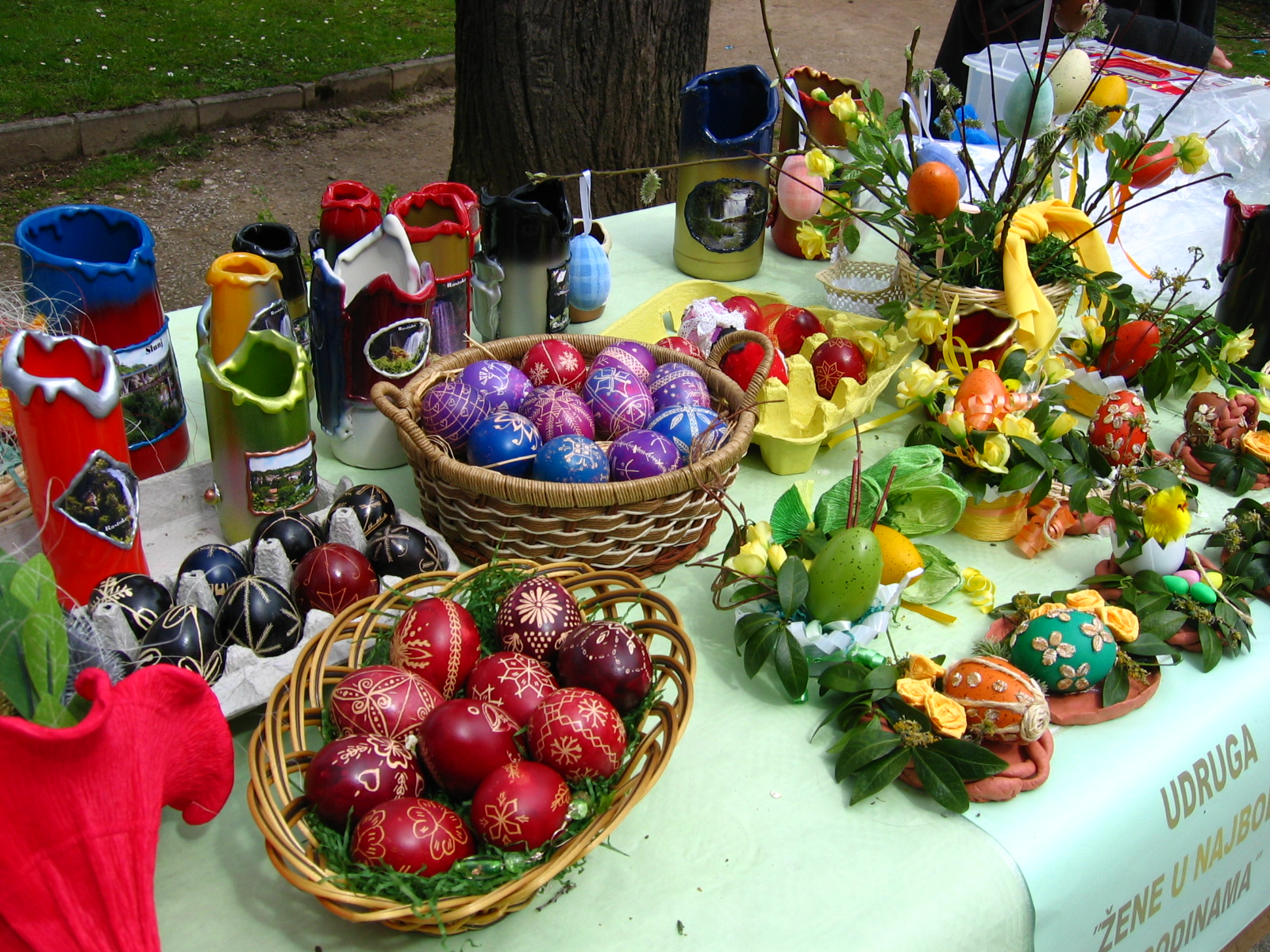
Традиційні писанки в Хорватії

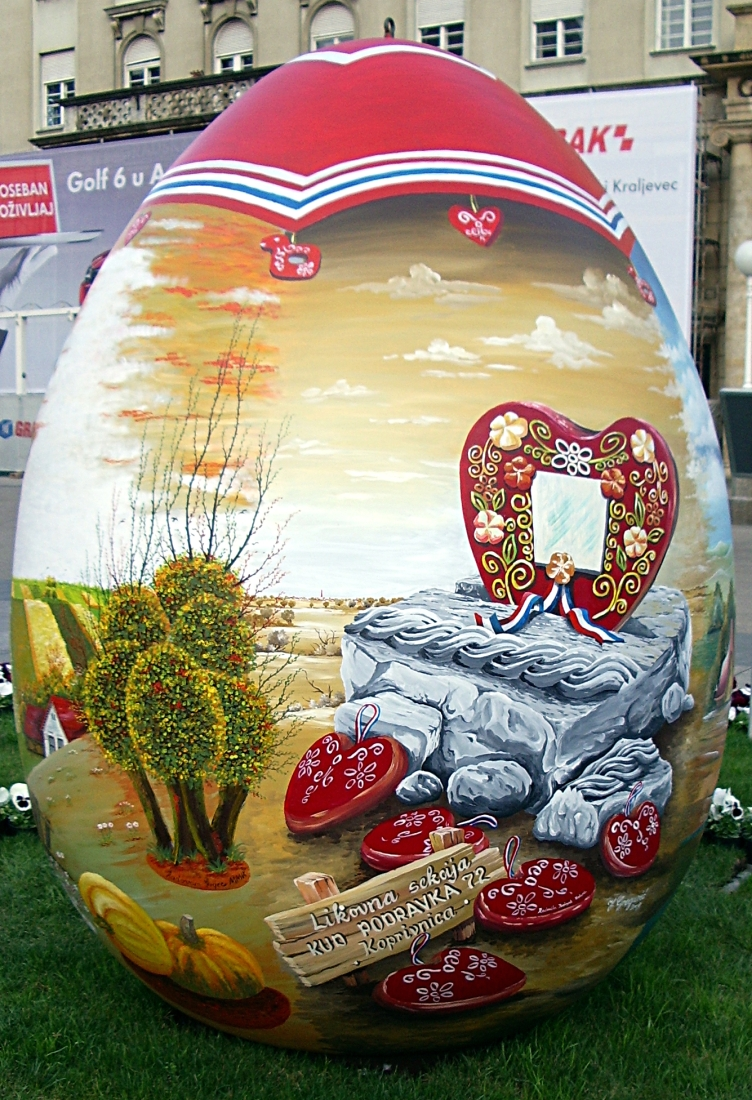
Пасхальне яйце або pisanica в Загребі, Хорватія

Pisanica або Пісаніца (Пасхальне яйце) — прикрашена хорватська писанка, яка походить від давньослов’янського звичаю, що сягає язичницьких часів. 

## Звичаї та традиції
Під час Великодня яйця фарбували у яскраві кольори та дарували їх, особливо маленьким дітям чи іншим родичам. Перш ніж фарби стали звичними, жителям села довелося використовувати всі наявні у них ресурси, щоб самостійно виготовляти барвники та фарби. Найпоширенішим кольором для яєць був червоний, через велику кількість червоного буряка та інших овочів. У районі Меджимур’я сажу часто змішували з дубом, щоб отримати темно-коричневий колір. Рослини зеленого кольору використовувались для зеленого барвника. Слово pisanica походить від хорватського слова, що означає «письмо». Найпоширенішою фразою, яку ставлять на пасхальних яйцях, є «Щаслива Пасха» або «Сретан Ускр». Інші поширені прикраси - голуби, хрести, квіти, традиційні малюнки та інші гасла, що означають здоров’я та щастя.
За день до Великодня римо-католики та інші християни вирушають до пізньої нічної меси, несучи кошик традиційної їжі (включаючи хліб, сир та яйця (або пісаніцу або звичайні яйця). Під час меси священики благословляють їжу, яку зберігають на наступний ранок, щоб поїсти.
У день Великодня проводять традиційну гру, в якій принаймні двоє людей вибирають яйця і тримають їх вертикально, в той час як одна людина легенько постукує кінцем іншого яйця своїм кінцем, щоб побачити, чиє яйце трісне. Той, у кого яйце тріскається, повинен вибрати інше, а потім стукнути на яйце іншої людини, і вони продовжують, поки всі яйця не будуть використані та не розтріскані. Хто тримає найсильніше яйце в кінці, яке не було тріснуте виграє.

## Галерея

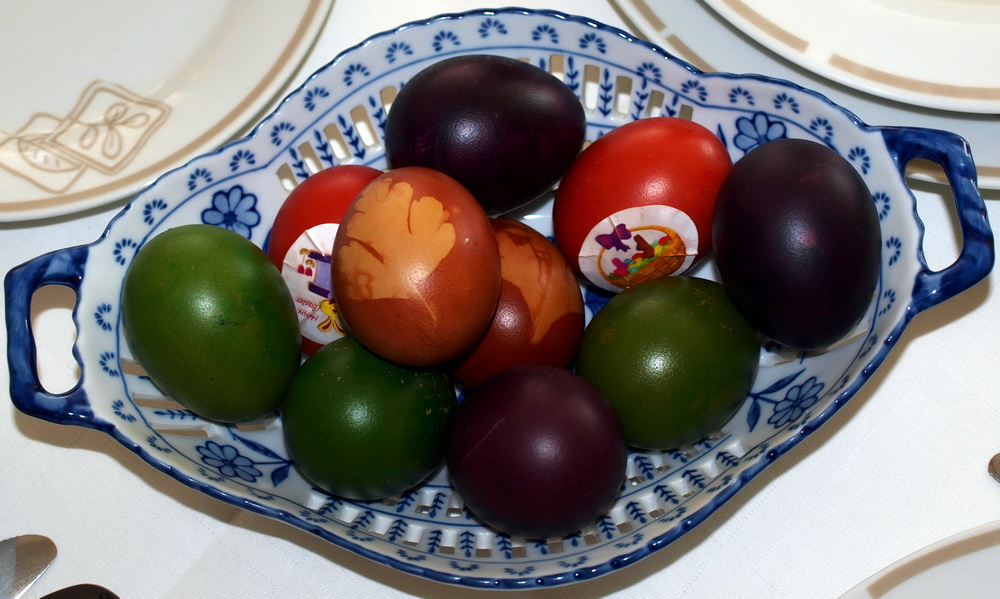
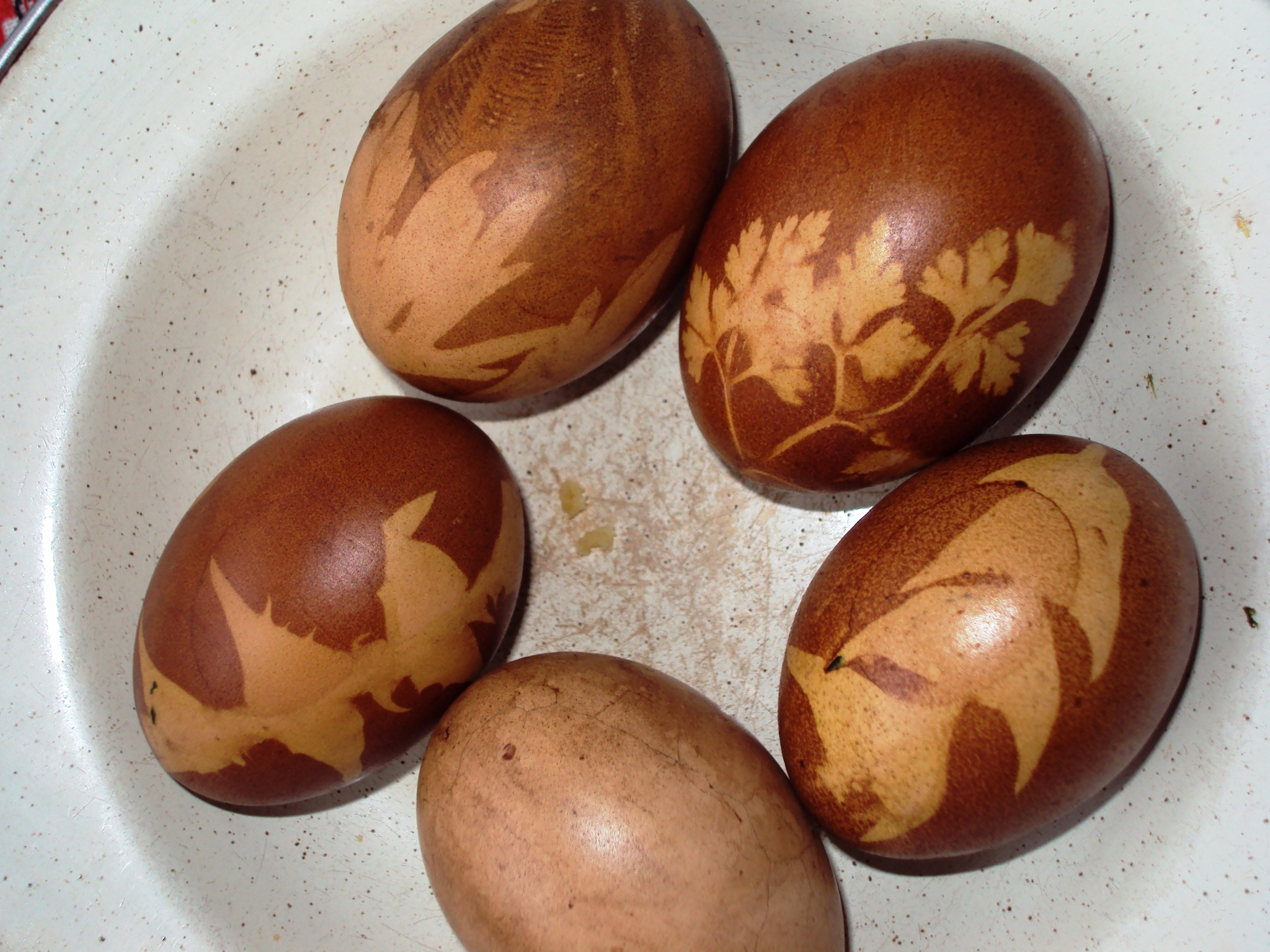
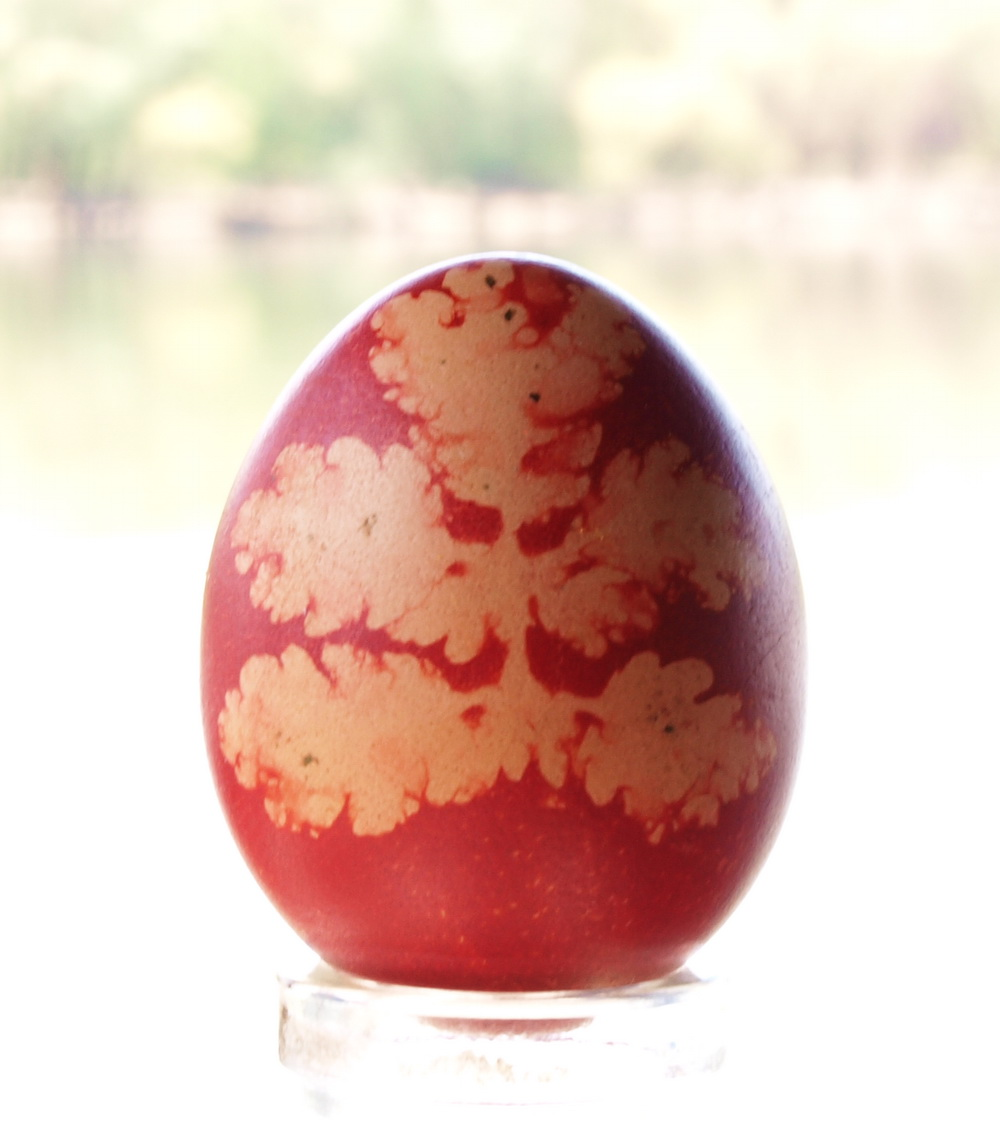
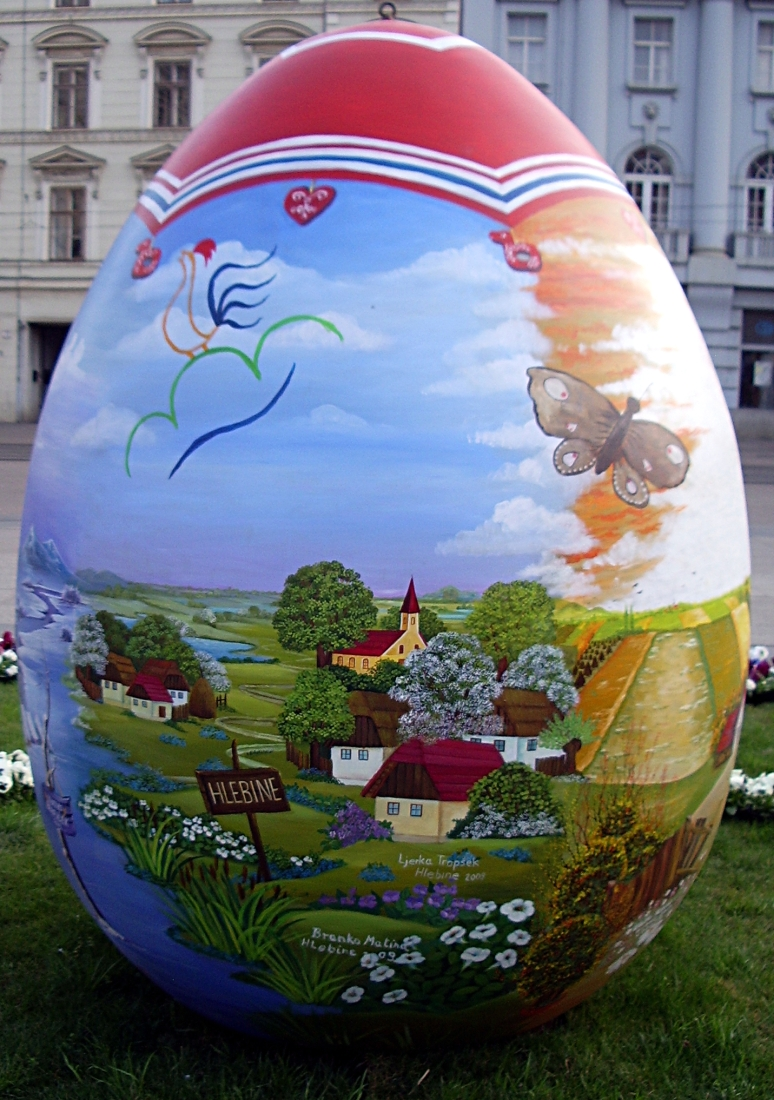
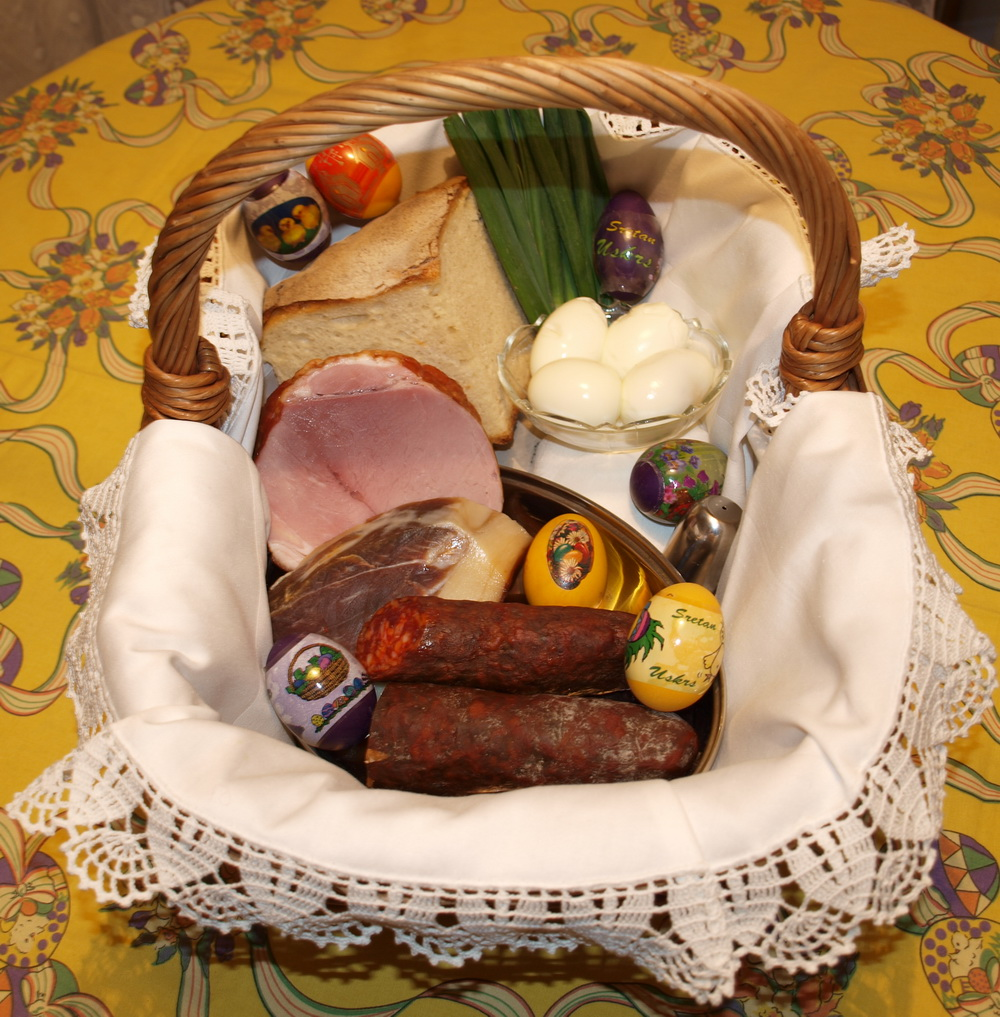